# Szánijat er-Ramel repülőtér
Az Szánijat er-Ramel repülőtér (franciául: Aéroport Tétouan – Sania R'mel, arabul: مطار تطوان سانية الرمل) (IATA: TTU, ICAO: GMTN) egy nemzetközi repülőtér Marokkóban, Tetuán közelében. Éves utasforgalma 187 777 fő (2022).

## Futópályák
A repülőtér futópályái:
- 06/24 (2300 m, 45 m, aszfalt)

## Légitársaságok és úticélok
| Légitársaság            | Célállomások |
| ----------------------- | --- |
| Royal Air Maroc Express | Al Hoceima, Casablanca |
| Ryanair                 | Charleroi (2021 november 1-től), Malaga, Marseille, Seville (2021 november 1-től) Szezonális: Alicante (2021 szeptember 14-től), Madrid (2021 szeptember 16-tól) |
| TUI fly Belgium         | Szezonális: Brüsszel |

## Forgalom
Az utasforgalom az elmúlt években az alábbi módon változott:
| Utasok száma | 2478 | 13 138 | 14 788 | 9899 | 7333 | 26 439 | 22 143 | 21 075 | 6797 | 187 777 |
|              | 2002 | 2004   | 2006   | 2009 | 2011 | 2013   | 2015   | 2018   | 2020 | 2022    |